# 菊地博達
菊地 博達（きくち ひろさと）は、日本の麻酔科医。学位は、医学博士。
麻酔科医としての専門は、悪性高熱症。特にCICR速度による骨格筋検査と遺伝的素因を関連付けた共同研究で名高い。

## 年譜
- 1968年 昭和43卒 広島大学卒
- 時期不明ながら、日本麻酔科学会指導医に認定される
- 1972年 広島大学医学博士　「The metabolic sequence for the occurrence of an anomalous bile acid, 12-ketochenodeoxycholic acid, found in the bile of hepatobiliary diseased patients(肝胆道系疾患々者に見いだされた異常胆汁酸,12-ケトヘノデオキシコール酸生成にあずかる代謝経路) 」
- 1988年 東邦大学 医学部附属病院 助教授
- 1989年 広島大学 医学部 医学部麻酔学教室 助教授
- 1990年 東那大学 医学部 麻酔学教室 教授
- 2006年 埼玉医科大学 医学部 教授
- 2011年 我孫子東邦病院 副院長
- 2017年 医療法人社団太公会　我孫子東邦病院　理事長

## 関連人物
- 弓削孟文